# Charlie, Charlie
Charlie, Charlie – singel Anny Dąbrowskiej z 2004 roku.

## Ogólne informacje
Piosenka jest coverem utworu zespołu A Camp. Na potrzeby wersji Ani powstał nowy, polski tekst. „Charlie, Charlie” jest jedną z najpopularniejszych piosenek w repertuarze Dąbrowskiej. Do utworu nie nakręcono teledysku.

## Lista ścieżek
1. „Charlie, Charlie”
2. „Tego chciałam” (Home demo)
3. „Nie ma nic w co mógłbyś wierzyć” (Home demo)
4. „Glory” (Teledysk)
5. „Nie ma nic w co mógłbyś wierzyć” (Teledysk)

## Pozycje na listach
| Lista                              | Pozycja |
| ---------------------------------- | ------- |
| 30 Ton                             | 10      |
| Lista przebojów Programu Trzeciego | 1       |
| Szczecińska Lista Przebojów        | 1       |
| Codzienna Lista Przebojów          | 5       |